# Parmena balteus
Parmena balteus là một loài bọ cánh cứng trong họ Cerambycidae.